# Crasnîi Vinogradari
Crasnîi Vinogradari, in russo Krasnyj Vinogradar' (Красный Виноградарь)  è un comune della Moldavia controllato dalla autoproclamata repubblica di Transnistria. È compreso nel distretto di Dubăsari.

## Località
Il comune è formato dall'insieme delle seguenti località:
- Crasnîi Vinogradari (Krasnyj Vinogradar' - Красный Виноградарь)
- Afanasievca (Afanas'evka - Афанасьевка)
- Alexandrovca Nouă (Novaja Aleksandrovka - Новая Александровка)
- Calinovca (Kalinovka - Калиновка)
- Lunga Nouă (Novaja Lunga - Новая Лунга)

| Controllo di autorità | VIAF (EN) 118148451593015970008 · LCCN (EN) no2016167956 |